# 下迈廷根
下迈廷根是德国巴伐利亚州的一个市镇。

## 地理
下迈廷根位于奥格斯堡下迈廷根区，位于奥克斯堡以南27公里的莱奇左岸的莱希费尔德平原。该镇位于莱希河畔兰茨贝格县区的边界上，与克洛斯特莱希费尔德（Klosterlechfeld）地区形成了萊希費爾德（Lechfeld）的行政区。 2006年，两市共有8795名居民，面积1838平方公里。